# V58

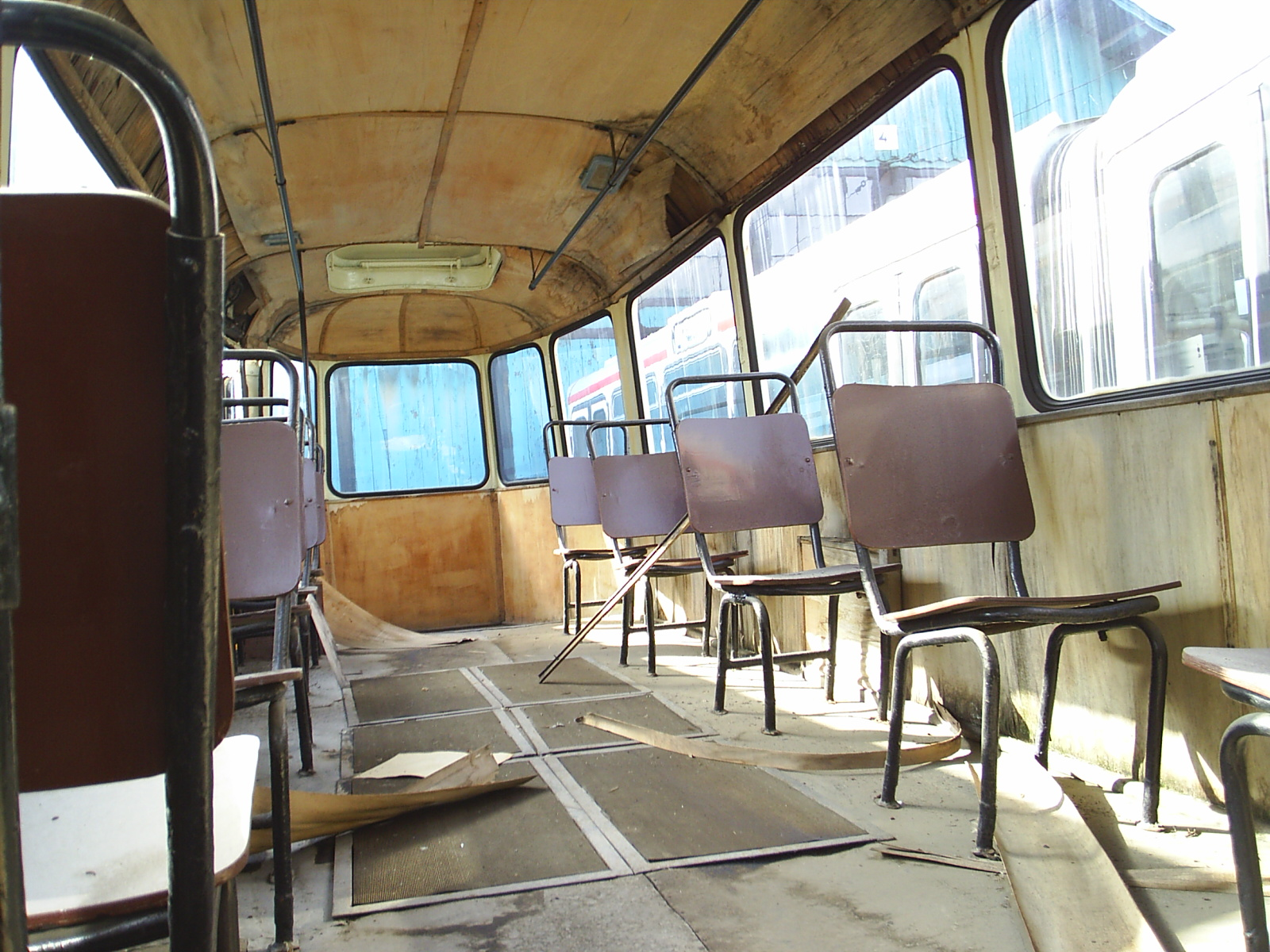
Inneneinrichtung des Timișoaraer Museumswagens vor seiner Restaurierung

Als V58, V-58 oder Vo58, wird eine 153 Exemplare umfassende Serie rumänischer Straßenbahn-Triebwagen mit Stahlaufbau bezeichnet. Die normalspurigen Einrichtungs-Zweiachser entstanden in den Jahren 1958 bis 1966 in der Hauptwerkstätte der Straßenbahn Bukarest, als Hersteller firmiert somit die damalige Bukarester Verkehrsgesellschaft Întreprinderea de Transport București, kurz I.T.B. Die Bezeichnung leitet sich dabei vom ersten Baujahr ab, der Typ wurde, außer für den Hauptstadtbetrieb selbst, auch für Brăila, Oradea und Timișoara hergestellt.
Technisch basiert der Vo58 auf den Vorgängerbaureihen Vo54 und Vo56, von denen er sich vor allem durch seine weniger stark geneigte Frontscheibe sowie die etwas höheren Fenster unterscheidet, außerdem war er um 100 Millimeter breiter. Er verfügte über Electroputere-Fahrschalter mit zwölf Fahr- und sieben Bremsstufen sowie eine vom Fahrgastraum abgetrennte Fahrerkabine. 
Die V58-Triebwagen zogen in der Regel ein bis zwei ebenfalls zweiachsige Beiwagen, darunter neben den parallel gebauten stählernen Baureihen V08mod, V10 und V12 auch ältere V08-Holzaufbauwagen aus der Zwischenkriegszeit. In den 1970er- und 1980er-Jahren wurden diese Züge überall durch modernere V2A- und V3A-Gelenkwagen und Timiș-2- beziehungsweise Tatra-T4R-Großraumzüge ersetzt. 

## Verteilung
- Bukarest erhielt mit 86 Wagen im Nummernkreis 1 bis 497 die größte Anzahl an V58, sie waren dort bis 1986 in Betrieb. Hierbei handelte es sich um Umbauwagen, die in den Jahren 1958 und 1959 auf Fahrgestellen älterer Simmering-Triebwagen mit Holzaufbau entstanden.
- Brăila erhielt 30 Neubauwagen mit den Nummern 1 bis 30.
- Oradea erhielt 13 Neubauwagen mit den Nummern 37–43, 55–57 und 61–63.
- Timișoara erhielt 24 Neubauwagen, die wie folgt abgeliefert wurden, einer davon blieb als Museumswagen erhalten:

- 1961: 177 bis 180
- 1963: 181 bis 187
- 1964: 188 bis 194
- 1965: 195 bis 197
- 1966: 198 bis 200